# Сиомара Кастро
Ирис Сиомара Кастро Сарменто (Тегусигалпа, 30. септембар 1959) је председница Хондураса од 27. јануара 2022. године.
Кастро је представљала левичарску Партију слободе и обнове на општим изборима у Хондурасу 2013, 2017. и 2021. године, кандидујући се као кандидат странке за председника Хондураса 2013. и 2021. и за потпредседника Хондураса 2017. године као потпредседник Салвадора Насрале. Као бивша прва дама земље, била је вођа покрета који се супротставио државном удару 2009. године против свог супруга Мануела Зелаје, који је био председник између 2006. и 2009. Кастро је изабрана за председницу Хондураса на општим изборима у Хондурасу 2021. године.